# Raquis de maíz

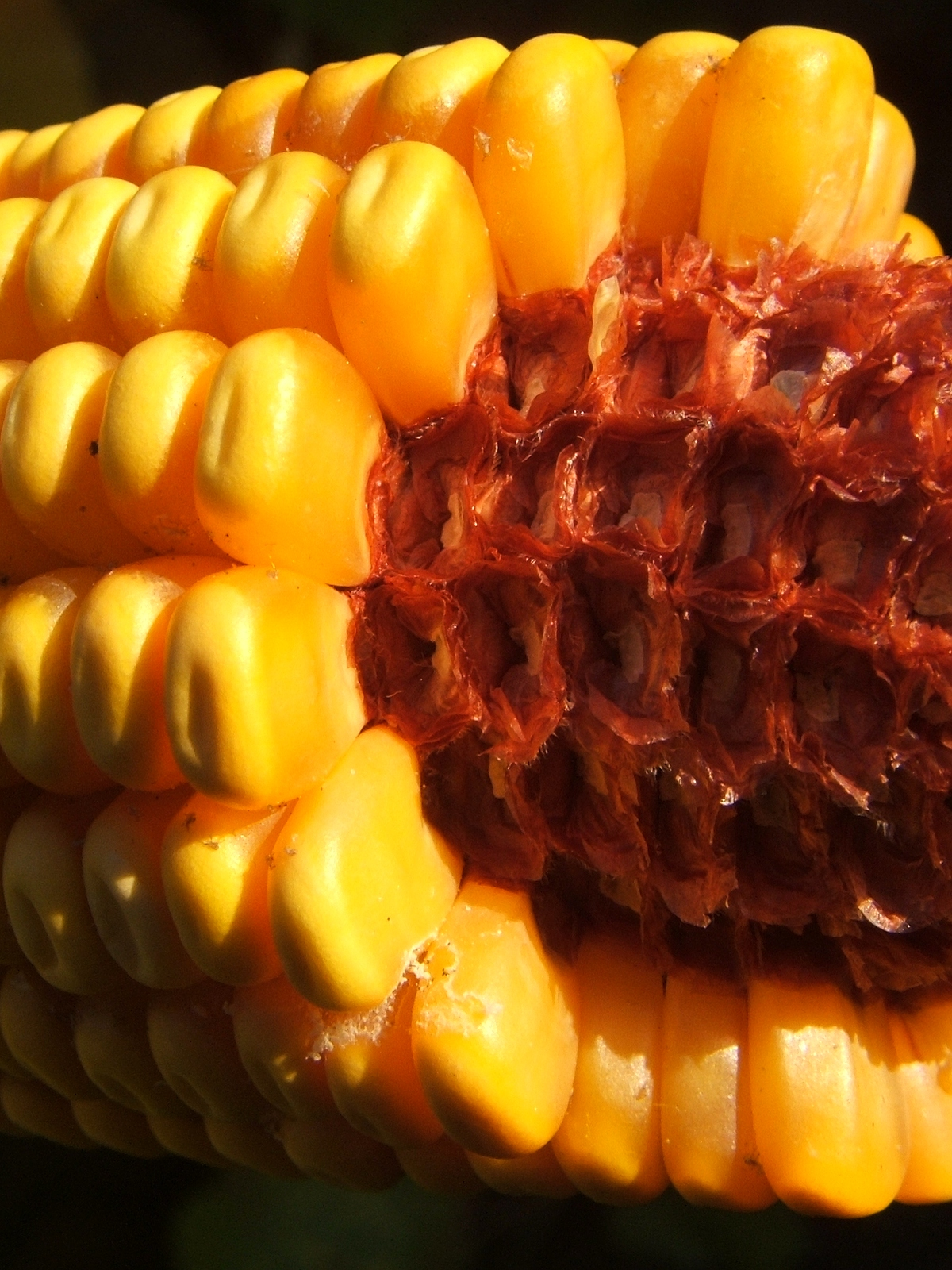
Una coronta parcialmente visible

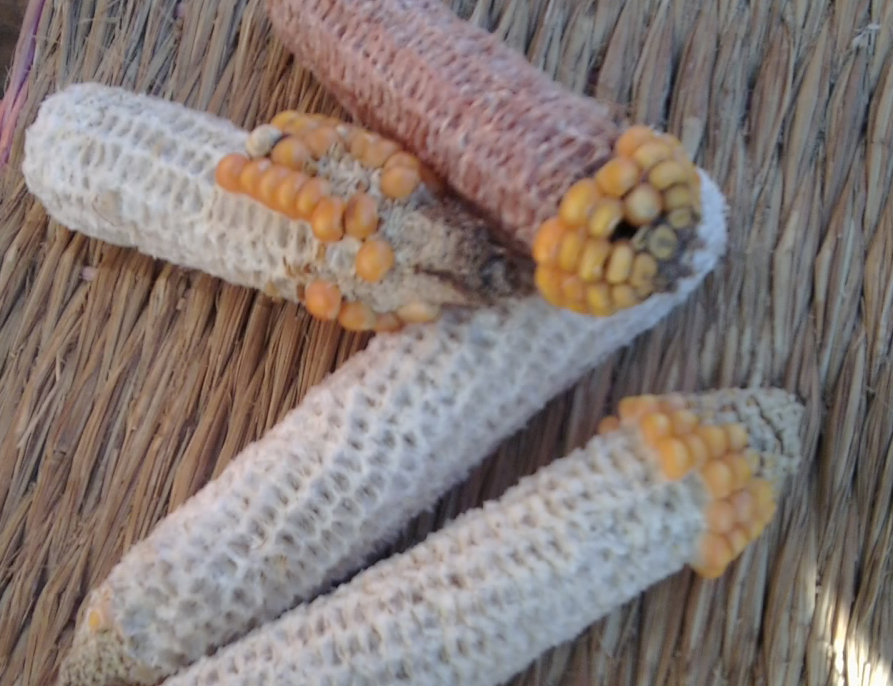
Corontas casi completamente a la vista

El raquis del maíz es el corazón (raquis) de la mazorca del maíz. A lo largo de los países hispanohablantes recibe nombres diferentes, generalmente de origen indígena: olote (del náhuatl: olotl ‘corazón’), por aféresis de yólotl, choclo, marlo, tusa, zuro, bacal o coronta (del quechua : qurushta)

## Uso

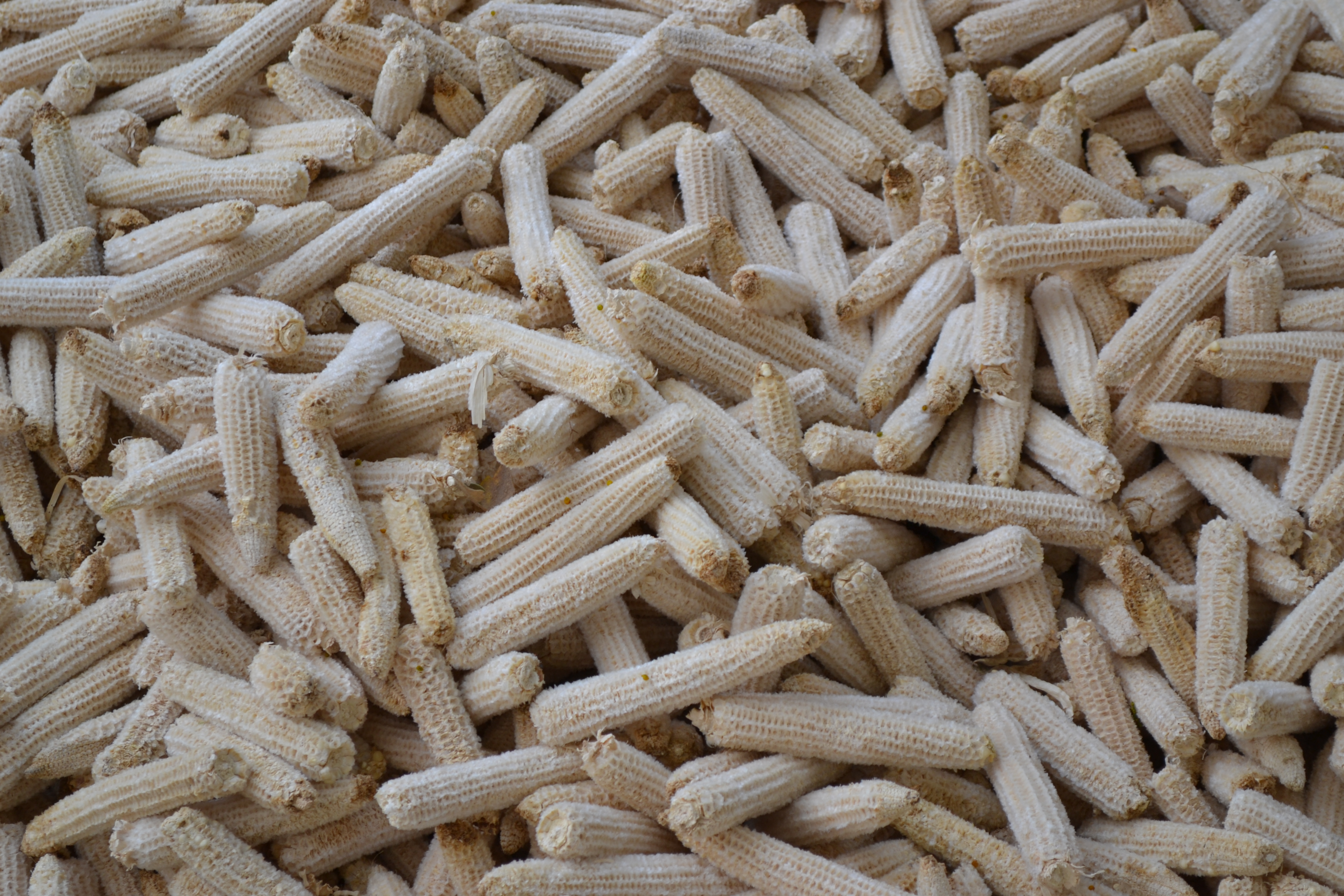
En la foto hay mazorcas de maíz desgranadas, que en Centroamérica y México son llamados olotes.

En los rituales religiosos durante la época de los nahuas, los olotes se consumían como ofrenda a los dioses del maíz, para que en días posteriores propiciara la cosecha de sus frutos. 
Aunque no se utilizan para consumo humano, los raquis del maíz en ocasiones se han utilizado como alimento para animales, como combustible y para usos artesanales tales como pulir la cerámica. 
Existe un proverbio que dice: "Entre menos burros, más olotes". Significa que mientras menos personas haya en la repartición, más cantidad le toca a cada uno.
También se usan en la elaboración de artesanías, juguetes y artículos decorativos.
En América y Europa, se ha utilizado como artículo de higiene al momento de defecar. Otro uso fue el de antorcha, al mojarse un extremo con petróleo o brea y encenderlo. Así mismo se utiliza como combustible en fogones.
Los raquis secos pueden aprovecharse insertando varias plumas a su parte posterior para ser utilizados en el antiguo juego olote que vuela, olotl patlakaolotl, de origen prehispánico, que fomentaba la competencia entre adultos. El juego consiste en lanzar el olote a la máxima distancia o altura, según las reglas pactadas, y gana el que consiga la mayor puntuación. Es practicado sobre todo por varones de diferentes edades en el estado mexicano de San Luis Potosí, y algunas comunidades de la Huasteca como: La Sagrada Familia, Tancuilín, Aldzulup, Picholco, Nexcuayo, durante la temporada de cosecha del maíz: de agosto a noviembre.

## Denominaciones regionales
- Choclo (en Argentina y Colombia)
- Coronta (en Bolivia, Chile y Perú)
- Marlo (en Ecuador, Bolivia y Argentina)
- Olote (en México y Centroamérica)
- Tusa (en Venezuela, Ecuador y Colombia)
- Zuro (en España)
- Bojol (en Tanquián, San Luis Potosí, México)

Canarias: El carozo de la piña.